# That’s What Life Is All About (album)
That What Life Is All About to album winylowy z 1975 roku nagrany przez Binga Crosby’ego dla United Artists Records w Chappells w lutym 1975 roku. Towarzyszył mu Pete Moore i jego orkiestra.

## Lista utworów
W ciągu ośmiu dni Crosby w sześciu sesjach nagrał dwadzieścia pięć utworów. Jedenaście utworów, plus dwa, które Crosby nagrał z Johnnym Mercerem, zostało wydanych na tym albumie. Trzynaście, wraz z kolejną piosenką, która została nagrana w 1976 roku, zostało wydanych na LP zatytułowanym At My Time of Life.

### Pierwsza strona
| 1. | „That’s What Life Is All About”                                              | 3:28  |
|    |                                                                              |       |
| 2. | „Breezin' Along with the Breeze”                                             | 2:58  |
|    |                                                                              |       |
| 3. | „No Time at All”                                                             | 3:52  |
|    |                                                                              |       |
| 4. | „I Love to Dance Like They Used to Dance”                                    | 3:00  |
|    |                                                                              |       |
| 5. | „Have a Nice Day”                                                            | 3:22  |
|    |                                                                              |       |
| 6. | „The Pleasure of Your Company"/"Roamin' in the Gloamin” (z Johnnym Mercerem) | 4:08  |
|    |                                                                              |       |
|    |                                                                              | 20:48 |
|    |                                                                              |       |

### Druga strona
| 1. | „The Best Things in Life Are Free”                         | 2:26  |
|    |                                                            |       |
| 2. | „Some Sunny Day”                                           | 3:11  |
|    |                                                            |       |
| 3. | „Bont Vivant”                                              | 3:49  |
|    |                                                            |       |
| 4. | „Good Companions – And Points Beyond” (z Johnnym Mercerem) | 3:39  |
|    |                                                            |       |
| 5. | „Send in the Clowns”                                       | 3:16  |
|    |                                                            |       |
| 6. | „The Good Old Times”                                       | 3:34  |
|    |                                                            |       |
| 7. | „That’s What Life Is All About” (powtórzenie)              | 1:18  |
|    |                                                            |       |
|    |                                                            | 21:13 |
|    |                                                            |       |

## Twórcy
- Bing Crosby (wokal);
- Jimmy Rowles (fortepian);
- Joe Mondragon (bas);
- Alvin Stoller (perkusja)
- „The Best Things in Life Are Free” - Kenny Baker (trąbka wyciszona);
- „Have a Nice Day” - Tommy Reilly (harmonijka);
- Ken Barnes (producent)